# Isola Vicentina
Isola Vicentina là một đô thị tại tỉnh Vicenza ở vùng Veneto, Ý.
Đô thị này có diện tích 26,45 km2, dân số là 9225 người (thời điểm năm 2004)